# Ablegaci
Ablegaci (łac. ablēgō) – wysłannicy miast królewskich na sejm w I Rzeczypospolitej.
W I Rzeczypospolitej przyznanie prawa miastom do powoływania ablegatów stanowiło możliwość oddziaływania mieszczan na władzę centralną i uznawane jest za pierwszy przejaw lobbingu politycznego w Polsce i Litwie.

## Reprezentacja miast w Sejmie przed Konstytucją 3 Maja
Prawo wysyłania swoich przedstawicieli z prawem głosu jedynie w sprawach dotyczących bezpośrednio tych miast zostało przyznane pięciu miastom. Były to:
- Kraków, od 1505 r.
- Wilno, od 1569 r.
- Lwów, od 1658 r.
- Kamieniec Podolski, od 1670 r.
- Lublin, od 1703 r.

Kraków i Wilno otrzymały ten status ze względu na stołeczny charakter, natomiast pozostałe miasta ze względu na zasługi dla Rzeczypospolitej.

## Konstytucja 3 Maja
Sytuację prawną mieszczan i miast królewskich w I Rzeczypospolitej unormowała ustawa Miasta nasze królewskie wolne w państwach Rzeczypospolitej uchwalona przez Sejm Czteroletni w 1791 r., która następnie została włączona in extenso do Konstytucji 3 Maja jako jej artykuł III.
Przedstawiciele mieszczaństwa wraz z rozpoczęciem obrad Sejmu Czteroletniego w 1788 r. rozpoczęli dążenia do wniesienia na obrady izby poselskiej kwestię rozszerzenia praw publicznych na ten stan. W celu wywarcia nacisku na Sejm została zorganizowana 2 grudnia 1789 r. manifestacja w Warszawie określana mianem Czarnej Procesji. Wzięło w niej udział 141 przedstawicieli miast królewskich pod przewodem prezydenta Warszawy Jana Dekerta i przyjęła formę przejazdu karetami do Zamku Królewskiego, który był miejscem obrad Sejmu Czteroletniego. Kulminacyjnym momentem było przekazanie królowi Stanisławowi Augustowi memoriału wyrażającego postulaty przyznania praw publicznych mieszczaństwu. W obawie przed rozpoczęciem rewolucji przez ten stan rozpoczęto prace nad reformą ustroju przy uwzględnieniu przedstawionych żądań.
Po wielu nieudanych próbach uchwalenia aktu regulującego tę kwestię, przyjęto projekt przedstawiony przez Jana Suchorzewskiego poprzez uchwalenie go 18 kwietnia 1791 r. w formie ustawy Prawo o miastach określaną również jako Miasta nasze królewskie wolne w państwach Rzeczypospolitej. Postulaty mieszczan dotyczące przyznania pełni praw publicznych nie zostały przyjęte w pełni, gdyż w kwestii reprezentacji w sejmie przyznano ograniczone prawo udziału przedstawicieli mieszczaństwa w pracach izby poselskiej, ponieważ prawo głosu mieli jedynie w kwestiach dotyczących bezpośrednio miast. Za takie sprawy uznano: handel, gospodarkę i asesorie (sądownictwo dotyczące miast).